# Pataypampa (distrito)
O Distrito peruano de Pataypampa é um dos catorze distritos que formam a Província de Grau, situada no Apurímac, pertencente a Região Apurímac, Peru.

## Transporte
O distrito de Pataypampa é servido pela seguinte rodovia:
- AP-110, que liga a cidade de Antabamba ao distrito de Chuquibambilla [2][3][4]